# Enrique Zóbel de Ayala
Enrique Zóbel de Ayala (Sevilla, 9 de octubre de 1877 – Manila, 17 de febrero de 1943) fue un industrial y filántropo hispano-filipino, primer patriarca de la familia Zóbel de Ayala y uno de los líderes de la Falange Filipina durante las décadas de 1930 y 1940.

## Biografía
Nacido en Sevilla, hijo de Trinidad de Ayala y Jacobo Zóbel, durante su infancia cursó sus estudios en el Colegio de San Juan de Letrán de Manila. Posteriormente, amplía sus estudios en el parisino Collège Sainte-Barbe y, luego, en la Escuela Superior de Minas, entre 1897 y 1901.
Enrique Zóbel contrajo matrimonio dos veces. En 1901 contrajo matrimonio con Consuelo Roxas de Ayala, quien fallecería siete años después, en 1908. Volvió a contraer matrimonio en segundas nupcias en 1911, cuando se casó con Fermina Montojo de Torrontegui. Uno de sus hijos de su segundo matrimonio fue el reputado pintor Fernando Zóbel.

Tras su regreso a Filipinas (ahora bajo ocupación norteamericana), se convirtió en socio gerente de la empresa «Ayala y Compañía». A lo largo de su vida participaría en numerosos negocios. En 1903 fundó «La Porcelanica», la primera factoría de cerámicas que abría en Filipinas, y al año siguiente abrió una fábrica de cristal junto a Eduardo Soriano y Sanz. En 1913 cofundó la Compañía de Seguros de Filipinas, participando también en otros negocios relacionados con los seguros. En el cénit de su carrera llegaría a ser director del Banco de las Islas Filipinas, entre 1939 y 1943.
Además de sus actividades empresariales, Zóbel de Ayala también destacó por ser un filántropo y estar interesado en el ámbito cultural. En 1920 instituyó el Premio Zóbel, que hasta el día de hoy sigue entregándose. Fue, además, miembro de la Real Academia Española. En el ámbito filipino, destacó por haber cofundado junto a su hermano, el Casino Español de Manila —un club social para hispano-filipinos—, así como por el establecimiento del Patronato Escolar Español y la Asociación Pro-Idioma Hispano.
Tras el estallido de la Guerra Civil en España, el clan Zóbel de Ayala apoyó decididamente al bando franquista. El propio Enrique Zóbel se convirtió en vicecónsul "oficioso" del bando sublevado en Manila —otro potentado español en Filipinas, Andrés Soriano, fue nombrado cónsul— y en una de las principales figuras de la Falange Filipina. Sin embargo, poco después desde España llegó Martín Pou Roselló para hacerse cargo de la dirección de la Falange local; la actividad de Pou, de línea más nacionalsindicalista, chocó con la postura conservadora de los adinerados oligarcas de la colonia española y presionaron a la metrópoli para intentar librarse de Martín Pou.
Falleció en 1943, estando Manila ocupada por los japoneses.